# Wrzeciążka
Wrzeciążka, biedronka wrzeciążka (Propylea quatuordecimpunctata) – gatunek chrząszcza z rodziny biedronkowatych.

## Opis

### Owad dorosły
Ciało szerokie, owalne, umiarkowanie wypukłe, długości od 3,5 do 4,5 mm (według innych źródeł od 3 5,5 mm). Głowa zabarwiona na żółto, przy jej nadustku znajduje się trójkątna plamka, która czasem, może zajmować prawie całą głowę. Przednio-boczne kąty nadustka wystające. Przedplecze żółte. Na nim znajduje się 4 do 8 czarnych plam, czasem łączących się w dużą plamę zapełniającą większość przedplecza. Tło pokryw żółte z czarnymi, kanciastymi plamami. Położenie, kształt oraz ilość plam jest bardzo zróżnicowane ze względu na dużą zmienność tego gatunku. Mogą zlewać się ze sobą w najróżniejszych kombinacjach. Czasem zajmują taką część pokryw, że te wydają się czarne z żółtymi plamami, lecz wówczas brzegi ich pozostają żółte. Boczne brzegi pokryw i przedplecza lekko rozpłaszczone, a podgięcia pokryw opadające w kierunku zewnętrznym. Wyrostek przedpiersia wyposażony w wąską listewkę boczną, wchodzący w łukowate wycięcie na krawędzi śródpiersia. Odnóża żółte z przyciemnionymi przy goleniach udami.

### Larwa
Głowa z wyraźnymi szwami czołowymi. Aparat gębowy z żuwaczkami wyposażonymi w retynakulum i ząb przedwierzchołkowy, a u wierzchołka podzielonymi na dwa zęby. Brak na żuwaczkach piłkowania. Tarsungulus z wyrostkiem u nasady. Terga śródtułowia i zatułowia z dwoma sklerytami. Odwłok o tergach od pierwszego do ósmego wyposażonych w strumae, z których każda opatrzona jest kilkoma chalazae różnej wielkości. Dziewiąty tergit ma pośrodku tylnej krawędzi wyraźnie widoczny, krótki wyrostek o ściętym wierzchołku.

## Ekologia
Gatunek zasiedla rozmaite siedliska od wilgotnych po suche. Liczny na polach, łąkach i w ogrodach. Szczególnie częsty w zbiorowiskach ruderalnych. Unika lasów iglastych. Przebywa na krzewach, drzewach, bylinach, roślinach zielnych i trawach gdzie poluje na różne gatunki mszyc. Zimuje w ściółce, opadłych liściach lub zeschłych trawach. W Polsce należy do najpospolitszych biedronek.

## Rozprzestrzenienie
Gatunek szeroko rozprzestrzeniony w Palearktyce. W Europie podawany z Albanii, Andory, Austrii, Belgii, Bośni i Hercegowiny, Bułgarii, Białorusi, Chorwacji, Czech, Danii, Estonii, europejskiej Turcji, Finlandii, Francji, Grecji, Hiszpanii, Holandii, byłej Jugosławii, Litwy, Liechtensteinu, Luksemburga, Łotwy, Macedonii Północnej, Malty, Mołdawii, Niemiec, Norwegii, Polski, europejskiej Rosji, Rumunii, Słowacji, Słowenii, Szwajcarii, Szwecji, Ukrainy, Węgier, Wielkiej Brytanii, Włoch oraz Balearów, Korsyki, Sycylii, Sardynii i Cypru. Występuje także w Ameryce Północnej. Do północno-wschodnich Stanów Zjednoczonych kilkukrotnie, celowo introdukowany, jednak do 1985 nie udało się uzyskać stabilnej populacji. Stała populacja pojawiła się natomiast w kanadyjskim Quebecu, w nieznanych okolicznościach.